# New Earth
"New Earth" (intitulado "Nova Terra" no Brasil) é o primeiro episódio da segunda temporada da série de ficção científica britânica Doctor Who, transmitido originalmente através da BBC One em 15 de abril de 2006. Foi escrito pelo showrunner Russell T Davies e dirigido por James Hawes.
O episódio se passa cinco bilhões de anos no futuro, na Nova Terra, um planeta em que a humanidade se estabeleceu após a destruição do planeta original em "The End of the World" (2005). No episódio, o alienígena viajante do tempo conhecido como o Doutor (David Tennant), sua acompanhante de viagem Rose Tyler (Billie Piper) e sua velha inimiga Lady Cassandra (Zoë Wanamaker) descobrem que muitos humanos cultivados artificialmente foram infectados com todas as doenças do mundo em um hospital de luxo pelas Irmãs da Plenitude como forma de encontrar a cura para as doenças. O Rosto de Boe faz sua segunda aparição antes de ser visto pela última vez em "Gridlock", o terceiro e último episódio da "Trilogia da Nova Terra".

## Enredo

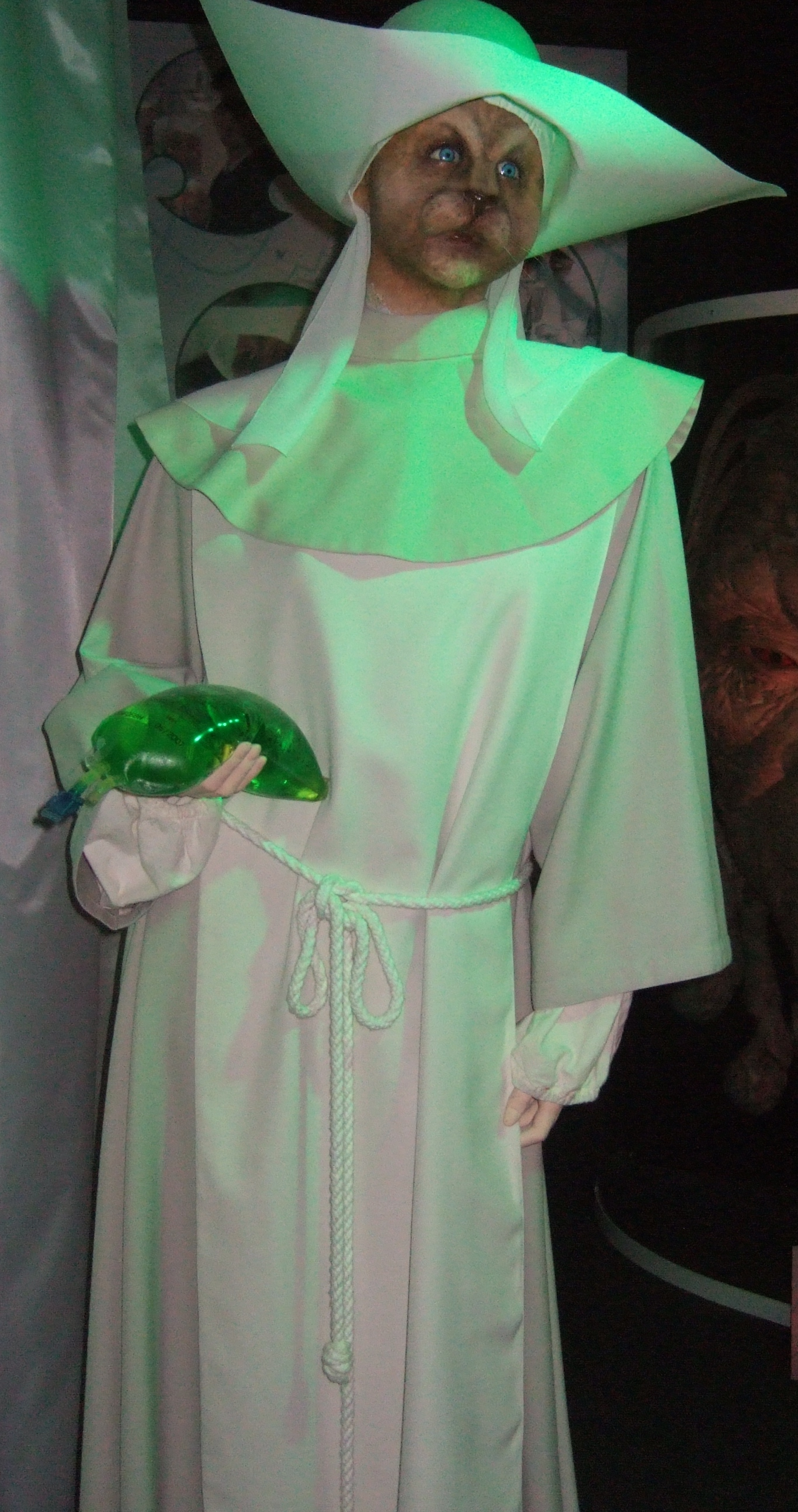
As Irmãs da Plenitude vistas no episódio, em exposição na Doctor Who Experience

O Décimo Doutor leva Rose ao ano 5 000 000 023 para um planeta chamado "Nova Terra" em que a humanidade se estabeleceu após a destruição da Terra original. O Rosto de Boe convoca telepaticamente o Doutor para uma enfermaria de hospital na cidade de Nova Nova York. Lá, ele percebe que freiras felinas humanoides chamadas Irmãs da Plenitude estão curando doenças incuráveis. Enquanto isso, Rose é separada e enganada por Lady Cassandra, que implanta sua mente no corpo dela.
O Doutor e Cassandra descobrem que o hospital abriga milhares de cápsulas contendo humanos cultivados artificialmente no que supostamente é a unidade de terapia intensiva. Os humanos artificiais são infectados à força com todas as doenças da galáxia para que as Irmãs possam descobrir as curas como forma de lidar com o influxo de colonos e as doenças que eles trouxeram consigo. Cassandra revela que está no corpo de Rose e nocauteia o Doutor com um gás perfumado, prendendo-o em uma cápsula. Ela então se aproxima da irmã Jatt e exige pagamento em troca de manter em segredo as cobaias humanas. As Irmãs recusam e Cassandra libera o Doutor e alguns humanos como distração, que por sua vez libertam outros de seus casulos e logo começa um ataque semelhante a zumbis, com os infectados tentando atacar outros no hospital.
O Doutor e Cassandra chegam à enfermaria do Rosto de Boe e pegam todas as soluções médicas intravenosas, esvaziando-as em um chuveiro desinfetante instalado em um elevador. Eles aplicam a mistura a um grupo de humanos infectados, que em poucos instantes se curam de suas doenças. O Doutor os incentiva a ir espalhar a cura para outras pessoas infectadas, e logo o ataque acaba. A polícia prende as Irmãs sobreviventes, enquanto o Rosto de Boe diz ao Doutor que a mensagem para ele pode esperar até que se encontrem pela terceira e última vez.
O Doutor ordena que Cassandra saia do corpo de Rose. O servo dela, Chip, se oferece para aceitar sua consciência. O corpo clonado dele começa a falhar e Cassandra finalmente aceita sua morte. O Doutor a leva de volta para se ver na última noite em que alguém a chamou de bonita. Cassandra, no corpo de Chip, se aproxima de sua versão mais jovem em uma festa e diz que ela é linda, antes de desmaiar e morrer em seus braços.

## Produção

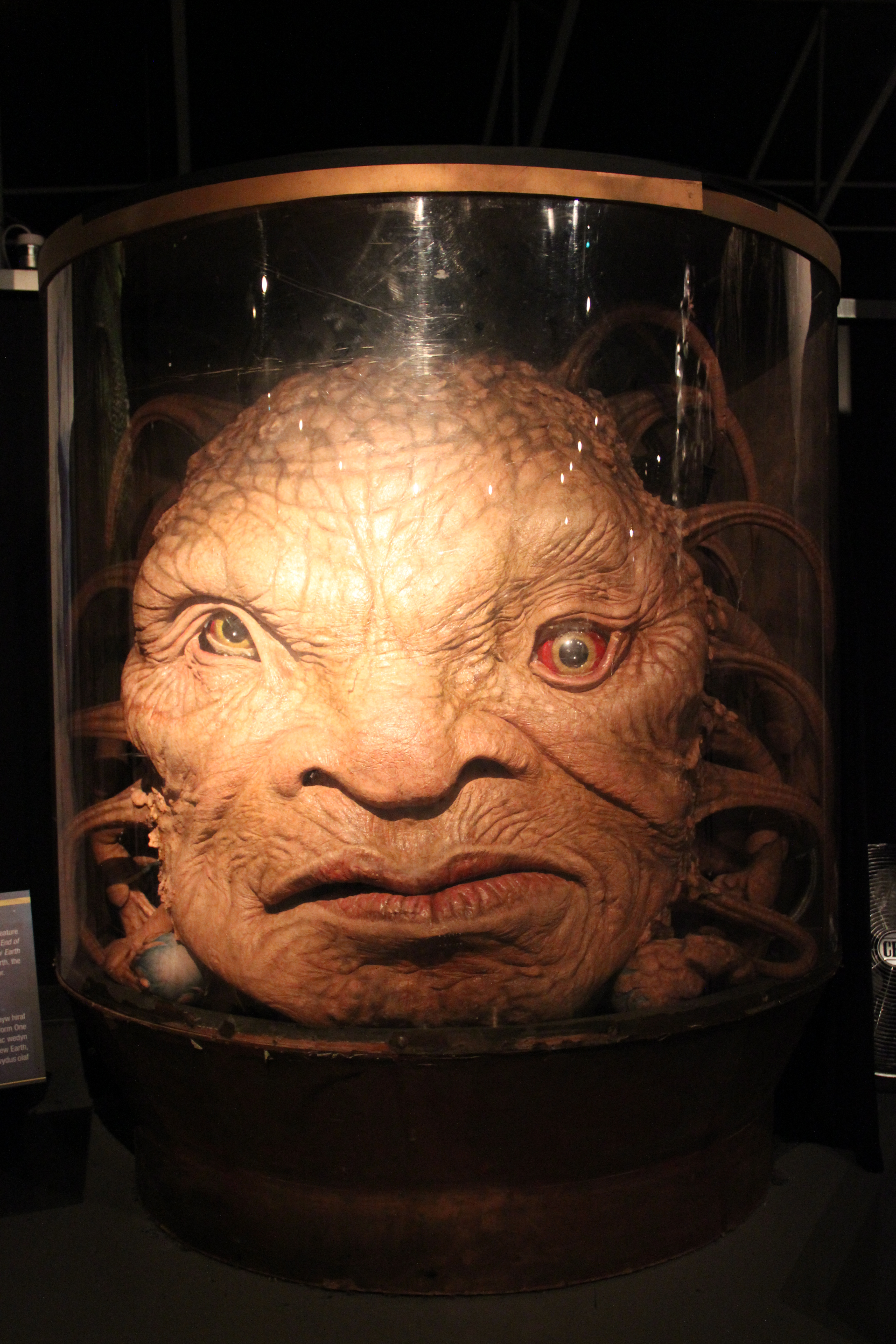
O Rosto de Boe apareceu pela última vez em "The End of the World". Seu papel foi elevado em relação a sua aparição anterior menor.

Russell T Davies disse sobre o episódio: "Eu prometi a Billie [Piper] um episódio em que ela seria engraçada. Portanto, o primeiro episódio da segunda temporada é muito baseado em comédia para Billie."
As cenas externas na Nova Terra foram filmadas na Baía de Rhossili, com vista para Worm's Head, na Península de Gower, em 26 de setembro de 2005. As cenas do porão do hospital foram gravadas na Tredegar House, em Newport. O local para as cápsulas contendo os espécimes humanos foi uma fábrica de papel abandonada, anteriormente usada como base da Consciência Nestene em "Rose". As cenas do hospital foram filmadas dentro do Wales Millennium Centre. A boate para onde Doctor e Rose levam Cassandra (como Chip) no final foi filmada no restaurante Ba Orient na Baía de Cardiff. Como foi filmado durante o dia, o prédio foi coberto por cortinas pretas. As tomadas externas do elevador enquanto Rose desce para o porão são imagens reutilizadas de "Rose". O rosto e o corpo de Cassandra foram colocados durante a pós-produção pela equipe de efeitos especiais The Mill.

## Transmissão e recepção
A audiência noturna do episódio atingiu o pico de 8,3 milhões de telespectadores no Reino Unido, com uma audiência final consolidada de 8,62 milhões, tornando-o o nono programa mais assistido da semana. O episódio alcançou um Índice de Apreciação do público de 85. Este é o primeiro episódio de Doctor Who a ter um Tardisódio de acompanhamento.
Este episódio foi lançado junto com "The Christmas Invasion" como um DVD básico sem recursos especiais em 1 de maio de 2006 e como parte de um boxset da segunda temporada em 20 de novembro de 2006. Cópias do DVD do conjunto completo da temporada  distribuídas para os clientes da Netflix continham um erro: na marca de 32 minutos, a reprodução mudou abruptamente para uma cena macabra de The Texas Chainsaw Massacre: The Beginning. A Netflix retirou o disco de seu inventário enquanto resolvia o problema com a BBC; isso parece ter afetado apenas as cópias da empresa.
A IGN avaliou o episódio com 7,2 de 10, concluindo: "Embora este tenha sido um episódio divertido, não teve o impacto dramático do episódio anterior. No geral, 'New Earth' apresentou mais do que alguns momentos interessantes, como as cenas com o Doutor e o Rosto de Boe, e a atuação de Billie Piper como Rose possuída por Casandra foi hilária, mas o ataque zumbi parecia bastante deslocado para um episódio de Doctor Who". Nick Setchfield da SFX questionou se o tom "ousado, colorido e ocasionalmente engraçado" era apropriado o suficiente para iniciar a temporada, mas ele elogiou o conceito das freiras-gatos, bem como suas próteses, o desempenho de Tennant e o final que "alquimiza os traços gerais da comédia em algo genuinamente comovente". Escrevendo para o The A.V. Club em 2014, Alasdair Wilkins deu a "New Earth" a nota "C+". Ele observou que, provavelmente devido a dificuldades de produção, "muitas vezes parece que está faltando um contexto vital" e sofria com efeitos especiais pouco convincentes. Além disso, ele criticou a história por estar "presa entre dois tons irreconciliáveis" e apresentar um final "desconcertante" que desejava redimir Cassandra. No entanto, ele achou o desempenho de Tennant impressionante, embora não tão coerente quanto eventualmente seria, e elogiou Piper apesar do fato de que a história não tinha nada para a personagem de Rose.